# 西之表市立現和中学校
西之表市立現和中学校（にしのおもてしりつ げんなちゅうがっこう）は鹿児島県西之表市の公立中学校。種子島にあり、西之表市現和に所在した。

## 沿革
- 1947年3月31日 - 西之表町立現和中学校として開校。
- 1958年10月1日 - 市制施行に伴い西之表市立現和中学校に改称。
- 1964年5月7日 - ミルク給食開始。
- 1966年2月22日 - 新校舎竣工。
- 1969年2月28日 - 給食室落成に伴い完全給食開始。
- 1982年10月31日 - 火災により体育館焼失。
- 2009年　閉校記念として「FUNKY MONKEY BABYS」がサプライズ生ライブを同校体育館にて開催。
- 2009年3月15日 - 閉校式挙行･閉校記念碑除幕。
- 2009年3月31日 - 閉校。
- 翌日、新設された西之表市立種子島中学校へ統合。

## 通学区域
- 現和小学校通学区域

## 概要
- 西之表市にあった中学校で、生徒数は1学年1学級で推移していた。平成18年当時の生徒数は40人。（平成18年5月1日現在）
- 西之表市で稲作や落花生栽培が盛んな地域にちなみ、「稲穂」と「落花生」を校章にデザインしていた。